# カール・イバノビッチ・ヴェーバー
カール・イバノビッチ・ヴェーバー（Karl Ivanovich Weber、1841年7月5日 - 1910年1月8日、ロシア語: Карл Иванович Вебер、朝鮮語: 韋貝、위패、日本語ではウェーバーまたはウェベルとも呼ばれる）は、ロシア帝国の外交官。

## 略歴
ヴェーバーは中流階級の家庭に生まれ、早くからアジアの歴史に興味を示した。彼は1865年にサンクトペテルブルク大学を卒業し、翌年外交官となった。初めての海外赴任は北京であり、1882年には天津の領事に任じられた。
彼は1884年6月25日に露朝修好通商条約に調印し、翌年4月には朝鮮におけるロシア初の公式代表者としてソウルへ異動した。1885年から1897年の間に、ロシアの初めての在朝鮮総領事を務め、李氏朝鮮の王である高宗の個人的友人でもあったことで知られる。ソウルにおいて、ヴェーバーは高宗と親交を深めた。ヴェーバーの妻は、ドイツ公使フェルディナント・クリーンが乱交を行なったとする悪評を流布し、クリーンの朝鮮での活動に大きな制約を与えた。
1885年に第一次露朝密約事件を起こしたパウル・ゲオルク・フォン・メレンドルフを李鴻章が失脚させた。1886年8月に、朝鮮政府がヴェーバーへ密函（秘密書簡）を送ったことが清に発覚した第二次露朝密約事件が起こった。

### 日清戦争・露館播遷
ロシア政府が彼を別の任地に差し向けようとしたとき、高宗はロシア皇帝ニコライ2世へ抗議文を書き（1895年7月2日）、その中で高宗はヴェーバーの賢明さを賞賛しつつ、より長く朝鮮に留まることを認めるよう求めた。高宗の要請は認められ、ウェーバーの代員となるはずであったアレクセイ・シュペイエル（英語: Alexei Nikolaevich Speyer、ロシア語: Алексей Николаевич Шпейер）が、代わりに東京の駐日ロシア大使に配属された。
1895年10月の閔妃暗殺（乙未事変）の後、ヴェーバーは個人的に貞洞（現在のソウル特別市中区）のロシア公使館の建物を避難所として高宗に提供し、高宗は1896年2月から1897年2月までそこに住んだ（露館播遷）。この時期は、朝鮮に対するロシアの影響の高さが特徴付けられる。ヴェーバーは李完用、李範晋と李允用の率いる「親露派」による新内閣を指名するように、高宗に説得することができた。

### 小村・ウェーバー協定
1896年5月に大日本帝国の外交官・小村寿太郎との間に小村・ウェーバー覚書を交わし、ロシアが4個中隊を朝鮮半島に配置する権利を認めさせ、かつ日本に新内閣の承認を求めた。しかしながら、1897年9月、シュペイエルがヴェーバーの代わりに来るに至り、ヴェーバーはサンクトペテルブルクへ帰任した。
ヴェーバーは日露戦争前夜の1903年4月、高宗との会談のためにロシアの公的資格で再びソウルを訪れた。彼はロシア最高の勲章である聖アンドレイ勲章を受章している。

## 出版物
- О корейском языке и корейском чтении китайских иероглифов, 1908.
- Пробная транскрипция всех городов Кореи, 1908.